# Fuensanta de Martos, Jaén
Fuensanta de Martos este un oraș din Spania, situat în provincia Jaen din comunitatea autonomă Andaluzia. Are o populație de 3.326 de locuitori.
1. ↑  Nomenclátor Geográfico de Municipios y Entidades de Población (20240402 edition)